# Tvättesjön (Fritsla socken, Västergötland)
Tvättesjön är en sjö i Marks kommun i Västergötland och ingår i Viskans huvudavrinningsområde.